# Pernod Ricard
Pernod Ricard (Euronext RI) és una empresa francesa especialitzada en la fabricació i distribució de vins i licors. Pernod Ricard, líder mundial en el seu sector, se situa per darrere de Diageo i per davant de Bacardí-Martini. Per a l'exercici 2019-2020, la facturació del Grup va arribar als 8.448 milions d’euros.